# Alessandro Melli
Alessandro Melli (ur. 11 grudnia 1969 w Agrigento) – piłkarz włoski grający na pozycji napastnika. W swojej karierze rozegrał 2 mecze w reprezentacji Włoch.

## Kariera klubowa
Karierę piłkarską Melli rozpoczął w klubie AC Parma. W sezonie 1985/1986 zadebiutował w nim w Serie C. Na koniec sezonu awansował z Parmą do Serie B. Na początku sezonu 1988/1989 został wypożyczony do Modeny, a na początku 1989 wrócił do Parmy. W sezonie 1989/1990 awansował z nią z Serie B do Serie A. Swój pierwszy mecz we włoskiej ekstraklasie rozegrał 9 września 1990 przeciwko Juventusowi. Parma przegrała wówczas 1:2. W debiucie Melli zdobył gola. W 1992 roku zdobył Puchar Włoch. W 1993 roku zdobył Puchar Zdobywców Pucharów. Wystąpił w wygranym 3:1 finale z Royalem Antwerp, w którym strzelił bramkę. W 1994 roku również wystąpił w finale Pucharu Zdobywców Pucharów, tym razem przegranym 0:1 z Arsenalem. Wraz z Parmą zdobył też dwa Superpuchary Europy, w 1993 i 1994 roku.
Latem 1994 Melli odszedł z Parmy do Sampdorii, a pół roku później został piłkarzem Milanu. Latem 1995 wrócił do Parmy, w której występował do końca 1997 roku. W 1998 roku został piłkarzem Perugii. Wiosną 1998 wywalczył z nią awans do Serie A. W 2000 roku przeszedł do drugoligowej Ancony Calcio. Po roku gry w tym klubie zakończył swoją karierę sportową.
| Sezon   | Klub           | Kraj   | Rozgrywki | Mecze | Bramki |
| ------- | -------------- | ------ | --------- | ----- | ------ |
| 1985/86 | AC Parma       | Włochy | Serie C   | 6     | 1      |
| 1986/87 | AC Parma       | Włochy | Serie B   | 20    | 1      |
| 1987/88 | AC Parma       | Włochy | Serie B   | 12    | 1      |
| 1988/89 | Modena FC      | Włochy | Serie C   | 8     | 0      |
| 1988/89 | AC Parma       | Włochy | Serie B   | 17    | 2      |
| 1989/90 | AC Parma       | Włochy | Serie B   | 35    | 11     |
| 1990/91 | AC Parma       | Włochy | Serie A   | 29    | 13     |
| 1991/92 | AC Parma       | Włochy | Serie A   | 30    | 6      |
| 1992/93 | AC Parma       | Włochy | Serie A   | 28    | 12     |
| 1993/94 | AC Parma       | Włochy | Serie A   | 22    | 5      |
| 1994/95 | UC Sampdoria   | Włochy | Serie A   | 8     | 1      |
| 1994/95 | A.C. Milan     | Włochy | Serie A   | 6     | 1      |
| 1995/96 | AC Parma       | Włochy | Serie A   | 24    | 4      |
| 1996/97 | AC Parma       | Włochy | Serie A   | 18    | 0      |
| 1997/98 | AC Parma       | Włochy | Serie A   | 0     | 0      |
| 1997/98 | Perugia Calcio | Włochy | Serie B   | 13    | 1      |
| 1998/99 | Perugia Calcio | Włochy | Serie A   | 12    | 1      |
| 1999/00 | Perugia Calcio | Włochy | Serie A   | 25    | 1      |
| 2000/01 | Ancona Calcio  | Włochy | Serie B   | 13    | 4      |

## Kariera reprezentacyjna
W reprezentacji Włoch Melli zadebiutował 24 marca 1993 roku w wygranym 6:1 meczu eliminacji do MŚ 1994 z Maltą. W kadrze narodowej rozegrał łącznie 2 mecze, oba w 1993 roku.
W 1992 roku wraz z kadrą U-21 Melli wywalczył mistrzostwo Europy.
| Mecze i gole w reprezentacji | Mecze i gole w reprezentacji | Mecze i gole w reprezentacji | Mecze i gole w reprezentacji | Mecze i gole w reprezentacji | Mecze i gole w reprezentacji | Mecze i gole w reprezentacji |
| #                            | Data                         | Stadion                      | Rywal                        | Wynik                        | Gol                          | Rozgrywki                    |
| 1993                         | 1993                         | 1993                         | 1993                         | 1993                         | 1993                         | 1993                         |
| ---------------------------- | ---------------------------- | ---------------------------- | ---------------------------- | ---------------------------- | ---------------------------- | ---------------------------- |
| 1.                           | 24.03.1993                   | Palermo, Włochy              | Malta                        | 6:1                          | 0                            | el. MŚ 1994                  |
| 2.                           | 14.04.1993                   | Triest, Włochy               | Estonia                      | 2:0                          | 0                            | el. MŚ 1994                  |